# Laura Giombini
Laura Giombini (Perugia, 4 gennaio 1989) è una giocatrice di beach volley ed ex pallavolista italiana.

## Biografia
Dopo aver praticato pallavolo fino ad arrivare in serie B1 con il Trevi volley, Laura Giombini, grazie a una sua compagna di squadra, decide di provare a giocare a beach volley fino a dedicarsi completamente a quest'ultima disciplina dal 2009.

## Carriera
La sua prima apparizione in ambito internazionale nel beach volley avviene durante la Coppa del Mondo under 19 del 2006, disputata in Bermuda dal 5 al 10 settembre, finendo la competizione al nono posto insieme alla sua compagna di squadra Debora Pini. L'anno dopo partecipa alla stessa competizione disputata a Mysłowice, in Polonia, a fianco alla sua nuova compagna Chiara Ferretti. Sempre nel 2007 partecipa al Campionato del Mondo Junior disputato a Modena dove, insieme a Ferretti, conclude al nono posto. Partecipa nuovamente nel 2009 al Campionato del Mondo Junior disputato a Blackpool, in Inghilterra. Nello stesso anno partecipa inoltre al primo torneo Open di Barcellona.
Nei Campionati Europei Under 23 del 2009 disputati a Jantarnyj, in Russia e del 2010 a Coo, in Grecia, partecipa in squadra con Marta Menegatti raggiungendo il secondo posto.
Nel 2010 partecipa, per l'ultima volta in squadra con Chiara Ferretti, al Grande Slam disputato a Roma. Successivamente forma un nuovo duo insieme a Valeria Rosso, con la quale partecipa ai Mondiali del 2011 di Roma davanti al pubblico di casa, venendo però eliminate al turno preliminare.
Per il Campionato Europeo Under 23 del 2011 disputato a Porto, Laura Giombini gareggia con Viktoria Orsi Toth, sua nuova compagna di squadra, raggiungendo il nono posto. La nuova squadra ha inoltre disputato diversi tornei Open e Slam senza però mai migliorare il risultato.
Nel 2012 partecipa al Campionato Europeo disputato a L'Aia in squadra con la Campionessa Europea in carica Greta Cicolari, già compagna di Marta Menegatti, a causa di un problema muscolare di quest'ultima. Non riescono però a superare il primo turno ad eliminazione diretta, venendo battute dalle elvetiche Isabelle Forrer e Anouk Vergé-Dépré.
Dalla fine del 2012 fino al maggio 2014 gioca invece a fianco di Daniela Gioria, dove riescono a raggiungere, durante i Campionati del Mondo 2013 disputati a Stare Jablonki, in Polonia, i sedicesimi di finale. Vengono eliminate dalle tedesche Karla Borger e Britta Büthe.
Tra il 2014 e il 2015 cambia nuovamente compagna di squadra, giocando con Giulia Momoli e successivamente con Giulia Toti.
Dal 2016 gioca a fianco a Rebecca Perry, ex nazionale USA poi naturalizzata italiana. 
Parteciperà alle Olimpiadi di Rio de Janeiro in coppia con Marta Menegatti, dopo la squalifica di Viktoria Orsi Toth e l'ineleggibilità di Becky Perry.

## Palmarès

### Campionati europei under-23
- 1 argento: Kos 2010